# エトルスコ・ユニコ

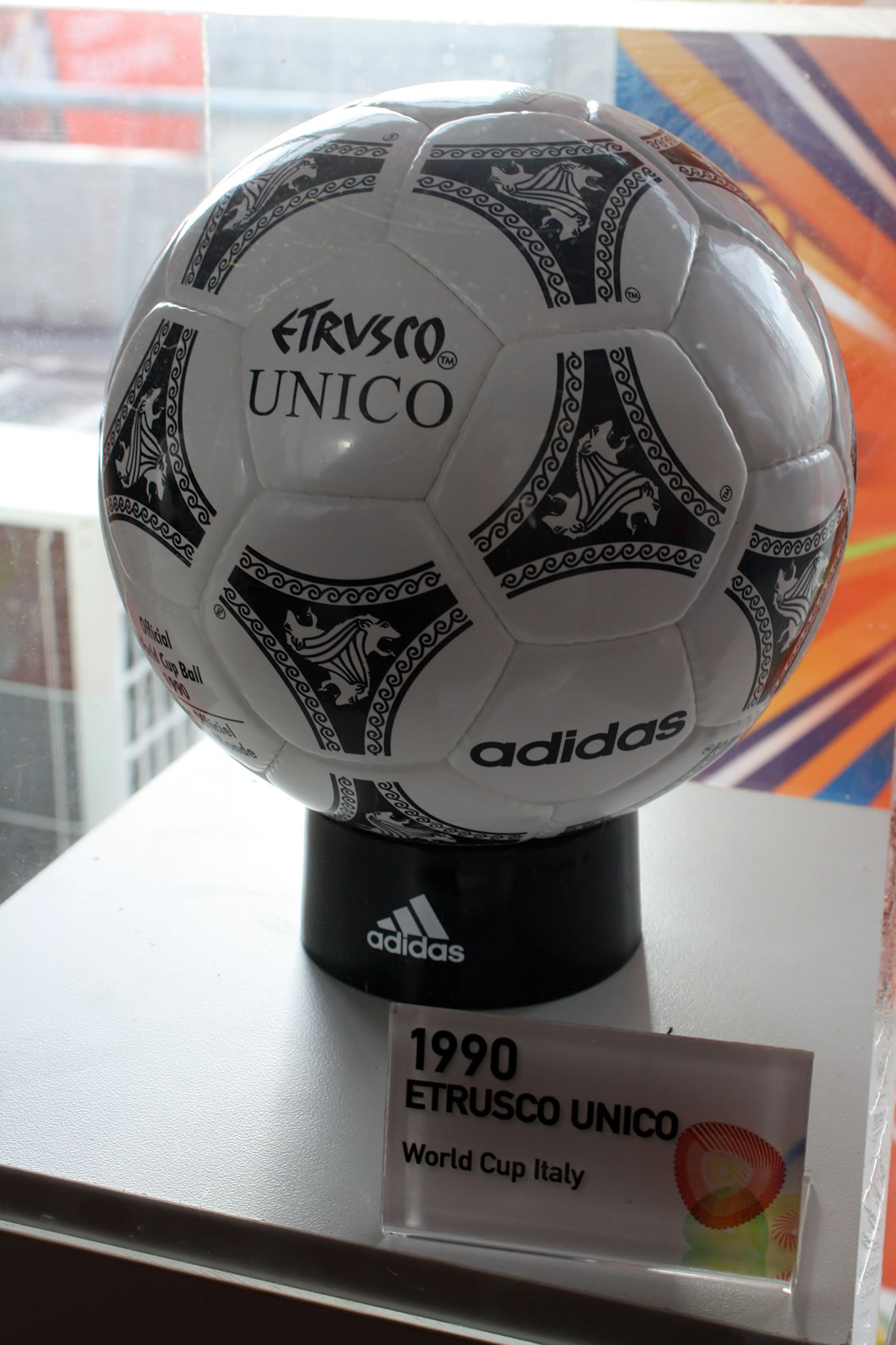
Etrusco Unico

Etrusco Unico（エトルスコ・ユニコ）は、アディダス社製の1990 FIFAワールドカップ イタリア大会に使用された公式球である。1993年のJリーグでも公式球として使用された。
| 先代 アステカ | FIFAワールドカップ 公式球 1990 | 次代 クエストラ |